# Pelochyta arenacea
Pelochyta arenacea là một loài bướm đêm thuộc phân họ Arctiinae, họ Erebidae.